# Las Estrellas
Las Estrellas (formalnie znany jako Canal de las Estrellas) – meksykańska stacja telewizyjna, założona 21 marca 1951. Stacja znajduje się w Meksyku. Duża część programów Canal de las Estrellas jest emitowana w Stanach Zjednoczonych przez Univision, UniMás i Galavisión.

## Programy
- Hoy
- La Rosa de Guadalupe
- Como dice el dicho
- Sabadazo
- Estrella2
- Recuerda y Gana
- 100 mexicanos dijieron
- Adal El Show
- Primero Noticias
- Noticiero con Lolita Ayala
- Noticiero con Joaquín López-Dóriga

### Serial telewizyjny
- El Chavo del Ocho (1973-1980)
- Chespirito (1970-1995)
- Cudowna róża (La rosa de Guadalupe) (od 2008)
- Como dice el dicho (od 2011)